# Stenomeria pentalepis
Stenomeria pentalepis är en oleanderväxtart som beskrevs av Porphir Kiril Nicolai Stepanowitsch Turczaninow. Stenomeria pentalepis ingår i släktet Stenomeria och familjen oleanderväxter. Inga underarter finns listade i Catalogue of Life.